# Коренев, Юрий Михайлович
Юрий Михайлович Коренев (10 мая 1936, Москва — 9 августа 2010, там же) — русский учёный, специалист в области неорганической химии и химии материалов. Работал на кафедре неорганической химии Химического факультета МГУ им. М. В. Ломоносова. Заслуженный профессор Московского Государственного Университета, автор более 150 научных работ в области изучения гетерогенных равновесий и комплексообразования в твёрдой и газовой фазах. Создатель и первый заведующий кафедры химии СУНЦ МГУ. Лауреат нескольких наград и премий СССР и Российской Федерации.

## Биография
Родился в Москве 10 мая 1936 года.
В 1960 году окончил Химический факультет МГУ имени М. В. Ломоносова, через четыре года стал кандидатом химических наук (28 лет), а в 1983 году (47 лет) защитил докторскую диссертацию по теме «Р-Т-х фазовые диаграммы систем, содержащих фториды циркония, гафния, урана и их роль в анализе характера сублимации образующихся соединений». В 1992 году получил звание профессора Факультета наук о материалах МГУ, а в 2002 году — звание заслуженного профессора Московского Университета. С 1989 по 2010 год занимал должность заведующего кафедрой химии СУНЦ при МГУ.
Летом 2010 года в возрасте 74 лет Юрий Михайлович Коренев скончался в Москве. Похоронен на Ваганьковском кладбище, родственное захоронение на участке № 6.

## Научная деятельность
После окончания университета Коренев работал под руководством Героя социалистического труда, лауреата Сталинской премии Александры Васильевны Новосёловой в лаборатории солевых равновесий Химического факультета МГУ над изучением термодинамических свойств систем, содержащих фториды калия, свинца, меди, тория, бериллия, циркония, гафния, урана, стронция и других металлов. Лаборатория занималась синтезом смешанных фторидов, исследованием их физических и структурных свойства. В частности, большое внимание уделялось получению P-T-x диаграмм с использованием рентгенофазового анализа, масс-спектроскопии и других физико-химических методов . Совместно с Юрием Петровичем Симоновым, Николаем Михайловичем Карасевым, Львом Николаевичем Сидоровым и другими коллегами Коренев впервые охарактеризовал термодинамические свойства нескольких десятков комплексов двухкомпонентных фторидных систем в твёрдой и газовой фазе.
В девяностые годы Коренев занимался синтезом и изучением строения комплексных солей металлов с карбоновыми кислотами, исследовал β-дикетонаты редкоземельных металлов (1993), новые структурные модификации нитрата меди (II), пиволаты лантаноидов (1995) и иттрия (2006), нитраты аминмеди (1995), трифторацетаты меди (1998), рубидия (2000) и серебра (2002), ацетонитрильные сольваты монофторацетата меди (II) (2001) и многие другие соединения.
В последние годы жизни Юрий Михайлович стал соавтором нескольких совместных работ, посвященных теоретическим исследованиям структурных и термохимических свойств комплексных фторидов, в частности соединений типа MPbF3 (где М = Li, Na, K, Rb и Cs).
Согласно данным интернациональной научной базы SCOPUS наиболее продуктивным периодом в научной деятельности Коренева является конец девяностых — начало нулевых годов. Активно цитировать учёного в других научных источниках начали в 1998 году, число ссылок резко увеличилось в нулевые и продолжает расти.

## Педагогическая деятельность
Значимой ветвью педагогической работы Коренева стало руководство химической кафедрой Специализированного учебно-научного центра (СУНЦ) при МГУ. Основанный в 1964 году по инициативе Андрея Николаевича Колмогорова интернат был предназначен для обучения способной молодёжи в области математики, физики, химии и биологии, однако, до момента преобразования в 1988 году интерната в учебный центр, заведение имело исключительно физико-математическую направленность. Ситуация изменилась 13 ноября 1989 года, когда под руководством Юрия Михайловича к занятиям приступил первый специализированный химический класс. Коренев создал систему глубокого погружения учеников старших классов в научно-образовательную деятельность, в результате чего у детей появилась возможность изучать химию в профессиональной среде — в практикумах Химического факультета МГУ. Коллеги и ученики отзываются о Кореневе как об ответственном, добром и харизматичном руководителе, строгом, но справедливом преподавателе.
За годы заведования кафедрой Кореневым химические классы выпустили 361 ученика, большинство из которых поступили в МГУ.
Для студентов Химического факультета и Факультета наук о материалах МГУ Коренев читал курс лекций по фазовым равновесиям, вёл практические занятия и семинары по неорганической химии. Студенты вспоминают о Юрии Михайловиче как о веселом, сердечном, отзывчивом преподавателе, который, к тому же, обладая хорошим чувством юмора, развлекал студентов в перерывах рассказами из молодости. Однако, к педагогической деятельности Коренев относился серьёзно, высокая оценка, поставленная им, была показателем глубокого понимания студентом материала.

## Почётные должности и учёные степени
- Кандидат химических наук (1964);
- Доктор химических наук (1983);
- Профессор (1992);
- Профессор Высшего колледжа наук о материалах/Факультета наук о материалах (1994—2010);
- Заведующий кафедрой химии СУНЦ МГУ (1989—2010);
- Заслуженный профессор Московского университета (2002);
- Почётный работник высшего профессионального образования РФ (2001);
- Член научного совета АН СССР по термическому анализу (1972—1991);
- Член национального комитета России по термическому анализу и калориметрии (1992—2010).

## Почести и награды
Юрий Михайлович Коренев удостоен четырёх почётных наград Советского Союза и Российской Федерации:
- Медаль «В память 850-летия Москвы» 1993 г;
- Нагрудный знак «За освоение целинных и залежных земель» 1957 г;
- Премия «Почётный работник высшего профессионального образования РФ» 2001 г;
- Премия ВХО им. Д.И Менделеева Минвуза СССР.

## Память
19 мая 2014 года впервые мини-конференция 11-классников СУНЦ по неорганической химии прошла под названием «Кореневские чтения». С этого момента майские показы работ учеников лицея называют в честь основателя химических классов. Так, 2018—2019 учебный год уже традиционно закончился VI Кореневскими чтениями.
15 ноября 2014 года ученики и преподаватели химических классов специализированного учебно-научного лицея организовали торжественный сбор на могиле Юрия Михайловича Коренева в честь 25-летия с момента основания своей кафедры.